# Anthony Colinet
Anthony Colinet est un footballeur français né le 15 janvier 1976 à Fécamp (Seine-Maritime). Il évolue au poste de milieu de terrain. Ce milieu défensif a fait ses débuts à 17 ans en professionnel à l’USF Fécamp en National 1 entre 1993-1995 puis a rejoint le Racing Club de Lens entre 1995-1997. Son principal fait d’armes, c’est d’avoir permis au Gazélec Football Club Ajaccio de se hisser au sommet du football professionnel faisant profiter à des joueurs en fin de carrière ou même à de jeunes professionnels de découvrir le haut niveau.

## Carrière
Formé à l'USF Fécamp, Anthony Colinet fait, à 20 ans, deux apparitions  en Ligue 1 avec le RC Lens. Il évolue ensuite en National à Fréjus et au Gazélec Ajaccio. 
En 2002-2003, il rejoint l'AS Beauvais en Ligue 2 et se retrouve un statut professionnel mais le club se retrouve relégué en fin de saison en National et il quitte la ville.
Il retourne alors au Gazélec Ajaccio durant trois saisons où il retrouve le niveau National et quelques mois plus tard son ancien entraineur beauvaisien Baptiste Gentili. À la suite de la descente du club en CFA, en 2006, il rejoint le Sporting Toulon Var toujours en National.
Après une saison dans le club varois, il retourne en 2007 au Gazélec Ajaccio en CFA. Il quitte le club en 2014 et met fin à sa carrière de footballeur en aidant l'équipe à accrocher une place pour la Ligue 2.
Lors de la saison 2022-2023, il suit au CNF Clairefontaine la formation au DESJEPS mention football.

## Clubs
- 1995-1997 : RC Lens
- 1998-2000 : ES Fréjus (National)
- 2000-2002 : Gazélec Ajaccio (National et CFA)
- 2002-2003 : AS Beauvais (21 matchs en L2)
- 2003-2006 : Gazélec Ajaccio (National)
- 2006-2007 : Sporting Toulon Var (National)
- 2007-2014 : Gazélec Ajaccio

## Palmarès
- Championnat de France Amateur (1)
  - Vainqueur du groupe C : 2011

- Championnat de France Amateur 2 (1)
  - Vainqueur du groupe F : 2009

## Vie privée
En septembre 2000, il épouse Priscilla, la fille de Baptiste Gentili.